# Esdeveniment de Txeliàbinsk

Comparació de la possible mida del bòlid respecte un cotxe

En el matí del 15 febrer 2013 al sud dels Urals, Rússia,aproximadament a les 09:15 hora local (03:15 UTC), almenys un meteor va creuar el cel d'hora al matí a una velocitat d'almenys 54.000 km/h i es va fer miques sobre la ciutat de Txeliàbinsk. L'objecte principal sembla haver caigut sobre el Llac Chebarkul. L'Acadèmia Russa de les Ciències estima que el meteorit pesava 10 tones i l'explosió en ple vol es va produir a una alçada entre 30-50 quilòmetres de la superfície.
Els científics han determinat que aquesta mena de meteorit, o roca de l'espai, feia 18 metres d'amplada i va entrar dins l'atmosfera terrestre a una velocitat de 18 quilòmetres per segon. Es va cremar per la fricció amb l'aire de l'atmosfera i les 11.000 tones mètriques del meteorit explotaren a 23,3 km per sobre de Txeliàbinsk.
S'han declarat ferides prop de 1.000 persones, principalment amb els vidres de les finestres trencades, dues persones en estat greu.
Encara que no hi ha una definició estricta del terme, aquest objecte es considera millor com un bòlid perquè era molt brillant, va explotar, i va ser audible.

## Conseqüències
Quant a danys materials i personals, els mitjans de comunicació van informar d'almenys 1000 persones ferides (de les quals més de 100 van haver de ser traslladades a hospitals), la majoria, fruit de l'ona expansiva produïda per l'explosió, ja que aquesta va provocar la destrossa de finestrals, cristalls i danys materials en edificis. Segons el portaveu del Ministre d'Interior, ningú ha resultat ferit de gravetat. D'altra banda l'agència RIA Novosti va informar que alguns oficials van ser testimonis d'una explosió gegantesca produïda a 10.000 metres. L'Acadèmia Russa de les Ciències va estimar que el meteorit podria pesar 10 tones.
Més de 700 persones van sol·licitar atenció mèdica en l'óblast de Txeliàbinsk, dins de les quals 159 són nens. Funcionaris de salut van dir que 112 persones havien estat hospitalitzades i d'acord amb les autoritats dues persones es consideren en condició greu. La majoria de persones es van veure afectades per cristalls trencats.

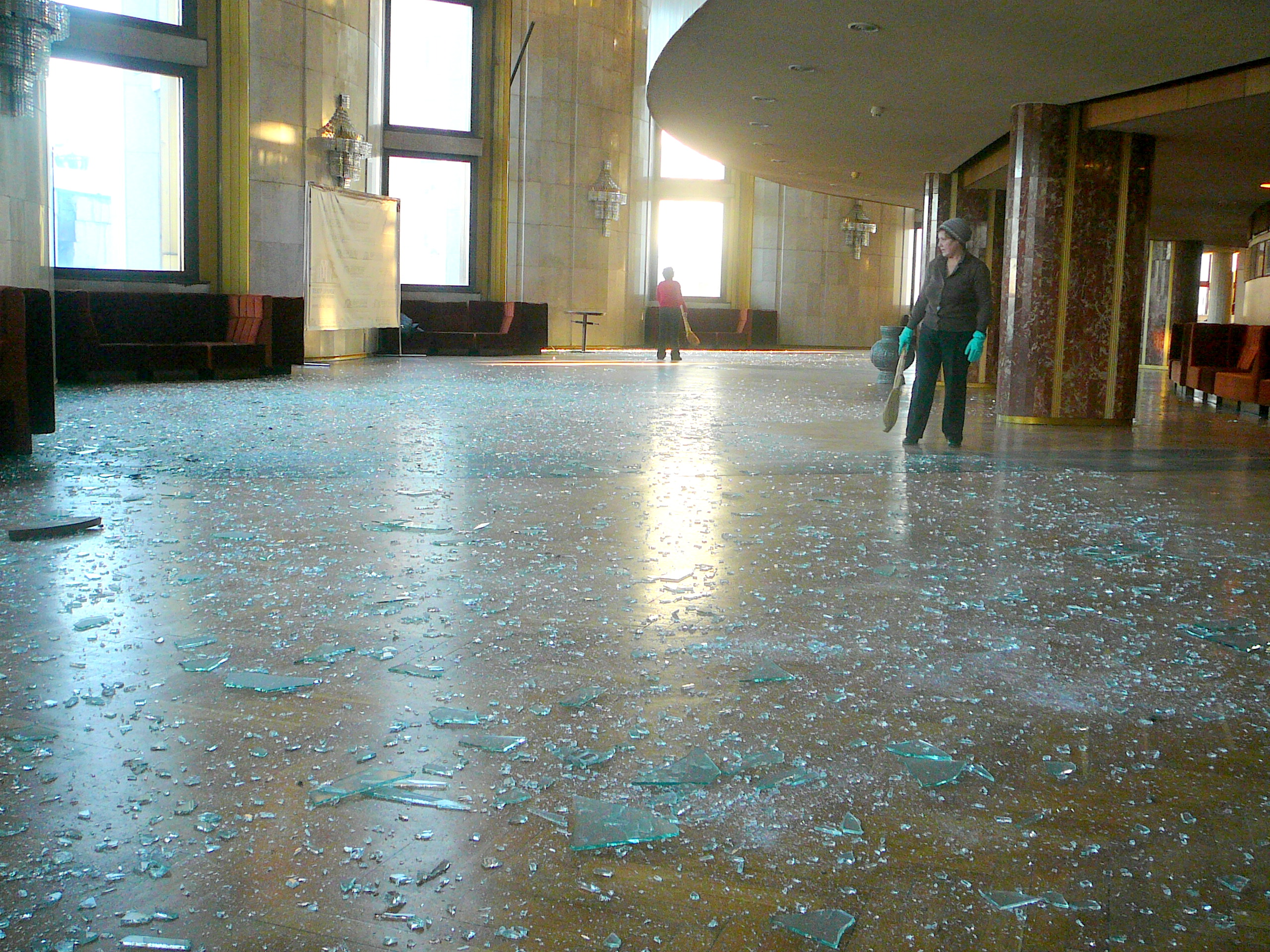
El meteor va causar que un gran nombre de finestres es trenquessin violentament a la regió que envolta a Txeliàbinsk, també al Teatre Dramàtic de Txeliàbinsk(imatge).

Diversos veïns de les províncies de Txeliàbinsk, Sverdlovsk i Orenburg (a més de regions kazakhs confrontants) van ser testimonis de la forta resplendor dels objectes flamejants en el cel. L'esdeveniment va atreure l'atenció de videoaficionats que van gravar la trajectòria de l'asteroide i la consegüent explosió. Després de l'explosió, 20 nens d'una escola i d'una guarderia van resultar ferits pel trencament dels cristalls en aquesta primera i un incendi a l'altre centre produït a les 9:20 hora local. Associated Press va informar al Ministre d'Interior que 600 m² de paret i terrassa d'una fàbrica de zinc va quedar destrossada. La caiguda de fragments també va afectar la província d'Aktobe.

### Reaccions
El primer ministre rus Dmitri Medvédev va confirmar la notícia de l'impacte i va declarar que era «una prova de la vulnerabilitat del planeta» i que aquest «necessita protegir-se contra successos futurs».
L'esdeveniment ha estat definit com una detonació en l'aire, una explosió d'un meteorit durant el seu pas a través de l'atmosfera.

## Context
L'esdeveniment coincideix amb l'aproximació a la Terra de l'asteroide 2012 DA14, el pas proper del qual es preveia en 16 hores abans que es produís l'explosió. No obstant això, no existeix relació entre tots dos esdeveniments.

## Vegeu també

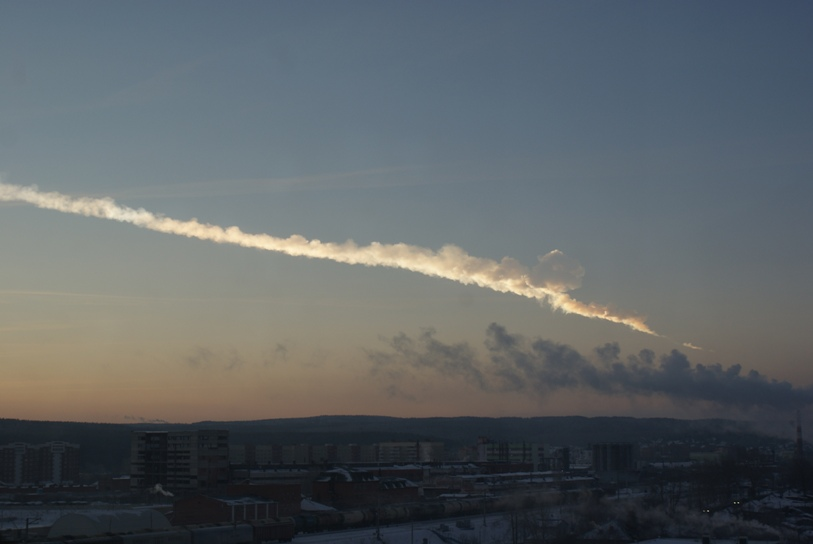
Vista des de Iekaterinburg